# Walther Ahlhorn
Walther Ahlhorn (* 20. Januar 1879 in Oldenburg; † 20. Januar 1961 ebenda) war ein deutscher Jurist und letzter kaiserlicher Bezirksamtmann in Okahandja.

## Leben
Ahlhorn wurde als Sohn des Regierungspräsidenten des Fürstentums Birkenfeld, Georg Adolf Moritz Ahlhorn (1838–1917) und dessen Frau Luise (geb. von der Lippe), geboren. Er studierte nach dem Besuch des Gymnasiums in Oldenburg Rechtswissenschaften an den Universitäten Jena und Berlin. 1898 wurde er Mitglied der Burschenschaft Germania Jena. Nach abgeschlossenem Studium erfolgte seine juristische Ausbildung in Birkenfeld, dann als Regierungsassessor in Delmenhorst. 1909 ging er nach Deutsch-Südwestafrika, wo er zuerst als Distriktchef, dann als letzter kaiserlicher Bezirksamtmann in Okahandja wirkte. Im Ersten Weltkrieg geriet er in Kriegsgefangenschaft und kehrte 1919 nach Deutschland zurück, wo er in die Tabakfabrik seines Schwiegervaters eintrat, die er nach dessen Tod führte. Neben vielen Ämtern und Funktionen war er Präsident der Oldenburgischen Evangelischen Landessynode sowie Bürgermeister von Nohfelden/Nahe nach dem Zweiten Weltkrieg. Gelegentlich war er als Schriftsteller unter dem Pseudonym Oha tätig.
Seine Brüder sind Gustav Ahlhorn und Wilhelm Ahlhorn.